# Nissos Samos
Il Nissos Samos è un traghetto appartenente alla compagnia di navigazione greca Hellenic Seaways.

## Servizio
Varato il 27 aprile 1988 nel cantiere navale Ishikawajima Harima Heavy Industries di Kure e consegnato alla Shin-Nihonkai Ferry Co, prende servizio nello stesso mese nei collegamenti tra Otaru, Niigata, Tsuruga e Maizuru.
Nel novembre del 2004 viene venduto alla Althea Int e, ribattezzato Ionian Glory, prende servizio sotto le insegne della Endeavour Lines a partire dal gennaio del 2005.
Il 13 giugno 2005 viene ribattezzato Ionian Queen e dal 20 agosto 2005 prende servizio sulla Patrasso-Igoumenitsa-Bari.
Nel marzo del 2008 opera sulla Patrasso-Igoumenitsa-Corfù-Brindisi.
Dal 28 febbraio al 14 marzo 2011 viene impiegato per evacuare un totale di circa 1700 sfollati della guerra in Libia da Bengasi a Heraklion.
L'11 settembre 2012 viene sequestrato a Patrasso in seguito ai debiti della compagnia armatrice.
Il 2 dicembre 2015 viene venduto all'asta per 3 milioni di dollari alla Hellenic Seaways e, ribattezzato Nissos Samos, prende servizio il 29 luglio 2016 sulla Pireo-Mesta-Mytilene-Lemnos-Salonicco.
Attualmente opera sulla Pireo-Chio-Mytilene.

## Navi gemelle
- Mutiara Berkah I
- Ocean Grand
- Mutiara Ferindo 7